# Agatina, o la virtù premiata
Agatina, o la virtù premiata è un dramma giocoso musicato da Stefano Pavesi su libretto di Francesco Fiorini (e non Felice Romani, come originariamente ritenuto), andato in scena al Teatro alla Scala nella primavera del 1814. Il soggetto del libretto, tratto dalla celebre fiaba di Charles Perrault, servì come ispirazione per Jacopo Ferretti alla scrittura del testo de La Cenerentola di Gioachino Rossini.

## Interpreti della prima rappresentazione
| Personaggio                | Vocalità     | Interprete             |
| -------------------------- | ------------ | ---------------------- |
| Ramiro                     | tenore       | Luigi Mari             |
| Alidoro                    | basso        | Vincenzo Botticelli    |
| Dandini                    | basso        | Filippo Galli          |
| Il Barone di Montefiascone | basso        | Andrea Verni           |
| Clorinda                   | soprano      | Lorenza Correa         |
| Tisbe                      | mezzosoprano | Francesca Maffei Festa |
| Agatina                    | soprano      | Rosa Pinotti           |

## Trama
La vicenda, pur con qualche differenza, ricalca fondamentalmente quella del futuro e più famoso libretto di Ferretti.

### Atto I
Agatina è una fanciulla generosa e di buon animo, figlia di una donna che, vedova, ha sposato il Barone di Montefiascone; alla morte della madre, tuttavia, diventa soggetto delle angherie del patrigno e delle due figlie di questo, Clorinda e Tisbe, i quali la riducono a sguattera domestica. La sua bontà viene però svelata da Alidoro, tutore del re di Salerno Ramiro, in cerca di moglie per dar seguito alla sua stirpe, che, mascheratosi da mendicante, riceve soccorso dalla sola Agatina dopo aver bussato alla casa del Barone. Per questo gesto, le sorellastre rimproverano la ragazza, e lo strepito fa svegliare il Barone in persona, il quale informa le ragazze dell'imminente visita di Ramiro, che ha organizzato un ballo per sceglier moglie. Tuttavia, l'astuto sovrano ha deciso di ideare uno stratagemma per mettere alla prova la sua futura sposa: decide di scambiare gli abiti ed il ruolo col suo rozzo scudiero Dandini; in queste mentite spoglie, rimane colpito dalla bontà di Agatina quando si presenta dal Barone per invitare lui e le figlie al ballo del principe. Anche la stessa Agatina vorrebbe partecipare, ma il Barone glielo impedisce; tuttavia, grazie al magico intervento di Alidoro, la ragazza ha l'occasione di recarsi alla festa del re, avendole il maestro trasformato i suoi stracci in abiti sontuosi e donato una rosa magica, che la renderà irriconoscibile agli occhi altrui. 

### Atto II
Clorinda e Tisbe si contendono le attenzioni di Dandini, creduto il sovrano, il reale sovrano, disgustato dal comportamento superficiale delle due sorellastre si mostra più interessato ad Agatina, giunta alla festa come una dama sconosciuta. Il giovane da mostra del suo effettivo interessamento difendendo i diritti dell'incognita ad una giostra cavalleresca per la più bella, vincendo. Tuttavia, poco dopo, Agatina sparisce, rifiutando la corona di più bella, e Ramiro emana un bando per cercarla; nel frattempo, lo scanzonato Dandini mette al corrente uno sconcertato Barone del gioco di scambi avvenuto. Il riconoscimento finale di Agatina avviene tramite la rosa magica di Alidoro, che il mago aveva donato alla fanciulla, permettendo così alla ragazza di convolare a nozze col re, col perdono del Barone e delle sorellastre, che si uniscono al giubilo finale.

## Struttura musicale
- Sinfonia

### Atto I
- N. 1 - Introduzione Su da brave lavoriamo - C'era una volta un Re bello, e garbato - La carità signore (Clorinda, Tisbe, Agatina, Alidoro)
- N. 2 - Cavatina del Barone Mentre dorme il genitore
- N. 3 - Duetto fra il Principe ed Alidoro Quella, che brama il core
- N. 4 - Aria di Agatina Mal vestita, a tutti ascosa
- N. 5 - Quintetto Il Re in persona! Il Re! (Clorinda, Tisbe, Barone, Principe, Alidoro)
- N. 6 - Aria di Clorinda Presto; attenta; guarda bene (Clorinda, Agatina)
- N. 7 - Coro e Cavatina di Dandini Del nostro Re magnanimo - Come Alcide io torno in armi (Dandini, Coro)
- N. 8 - Finale I Come Paride alle grazie - Signor, la Corte intera - Maestà mi compatite - Su partiamo, e ogni belva riposi (Dandini, Clorinda, Tisbe, Principe, Alidoro, Barone, Agatina, Coro)

### Atto II
- N. 9 - Introduzione seconda Mentre dormi, alcun non osi (Coro, Agatina)
- N. 10 - Duetto fra Tisbe e Clorinda Voi sovrana?
- N. 11 - Aria del Principe Vostro Guerriero io sono
- N. 12 - Coro e Settimino Alla più bella offriamo - Pieno di quel sembiante (Principe, Agatina, Tisbe, Clorinda, Dandini, Barone, Alidoro, Coro)
- N. 13 - Aria di Tisbe Se quel ciglio amor promise (Tisbe, Dandini, Barone)
- N. 14 - Duetto fra il Barone e Dandini Come!...Che sento!...Oh Numi!
- N. 15 - Duetto fra Agatina ed il Principe Dunque è ver! di tanto amore
- N. 16 - Finale II Prepariam ghirlande, e faci (Coro, Alidoro, Principe, Agatina, Tisbe, Clorinda, Barone, Dandini)